# Nemesia ilvae
Espèce
Nemesia ilvae est une espèce d'araignées mygalomorphes de la famille des Nemesiidae.

## Distribution
Cette espèce est endémique de Toscane en Italie,. Elle se rencontre sur l'île d'Elbe.

## Description
La femelle holotype mesure 18 mm.

## Étymologie
Son nom d'espèce lui a été donné en référence au lieu de sa découverte, l'île d'Elbe.

## Publication originale
- Caporiacco, 1950 : Aracnidi dell'isola d'Elba e della Capraia. Monitore Zoologico Italiano, vol. 58, p. 8-15.